# 九四式四号丁無線機
九四式四号丁無線機（きゅうよんしきよんごうていむせんき）は、大日本帝国陸軍が騎兵小部隊用に開発した無線機である。通信距離20km、全備重量50kg。用途は近距離通信用だった。駄馬1頭で運搬でき、通信に必須の機材は2名の兵員が分担携行できた。
開発開始は昭和9年である。方針では騎兵小部隊の斥候に随伴できる機材であることが求められた。また設計は新規開発ではなく在来機種の改修によること、電信通信距離20km、副通信法に無線電話が備えられることが決められた。6月、十三号無線機に改修を加えて試作が行われた。目標は重量軽減、開発と撤去の時間短縮、暗夜での取扱いが容易なことだった。9月、機材の試作が完了し試験を行った。結果はおおむね所期の性能を発揮すると認められた。
昭和10年、第二次試作。
昭和11年3月、兵器採用検査の実績から短期に製造可能であることが確認された。5月には本機材の実用について陸軍騎兵学校に意見を求めた。回答はこの機材が所望の能力を持つこと、騎兵用としておおむね実用可能であると認めるものだった。11月、陸軍技術本部に意見を求めて異論がないことから同月中に仮制式制定の上申が行われた。

## 構成
この無線機は通信機、発電装置、付属品と材料で構成される。通信機は送信部と受信部の2部分からなっている。
通信機内容
- 送信部・水晶制御または主発振によって無線電話と電信送信を行う。周波数範囲は900から5,000キロサイクル毎秒。
- 受信部・拡大と検波機能を持つ。周波数範囲は400から5,500キロサイクル毎秒。
- 付属品・送受話器など。
- 予備品・交換用部品。

発電装置内容は九四式四号甲無線機と同じである。
- 手廻発電機・一人手廻式全閉型直流発電機で定格出力は20.5ワット、定格電圧は高圧250ボルト、低圧6ボルト、定格電流は高圧65ミリアンペア、低圧700ミリアンペア、回転数はハンドル側が70回転毎分、電機子側が5,200回転毎分である。
- 付属品・接続紐など。
- 材料

付属品内容
- 照明用具として小型電灯、ワイヤーカッター、ねじ回しなど。他に器材収容用の箱2個があり、これに機材を収容する。運搬には輜重用15年式駄馬具を使用した。ほか、補修材料が付属した。